# Фридрих I (Баден)
Вижте пояснителната страница за други личности с името Фридрих I.
Фридрих I Бадски (* 1249, Алланд, Австрия; † 29 октомври 1268, Неапол, Италия) е маркграф на Баден и Верона от 4 октомври 1250 до смъртта си.

## Живот
Той е единствен син на маркграф Херман VI Бадски и Гертруда Австрийска, племенницата на херцога на Австрия Фридрих II от род Бабенберги.
След смъртта на баща му през 1250 Фридрих става маркграф на Баден, заедно с чичо си Рудолф, а чрез майка си е претендент за короните на херцогствата Австрия и Щирия. Претенцията му не е достатъчно подкрепена и през 1251 г. Фридрих трябва да бяга от бохемските войски на крал Пшемисъл Отокар II, когато Желязно-златния крал окупира Австрия без съпротива. Фридрих израства в Баварския двор с приятеля си Конрадин, херцог на Швабия и бъдещ наследник на династията Хоенщауфен.
След неуспеха на похода, който предприема в Италия Фридрих е заловен заедно с Конрадин в замъка Торе Астура южно от Анцио на 8 септември 1268. На 29 октомври 1268, след близо два месеца прекарани в затвора на Яйчния замък в Неапол, Фридрих и Конрадин са публично обезглавени на пазарния площад на града след нелегитимен процес, подбуден от Отокар II и изпълнен от Шарл д’Анжу.
Поради преждевременната си смърт Фридрих не оставя наследници.

## Извори
1. E. Miller, „Konradin von Hohenstaufen“
2. Steven Runciman, „The Sicilian Vespers“